# Ломовы
Ломовы — купцы 2-й гильдии, основавшие предприятие по производству самоваров в 1812 году в Туле.

## Биография
Первые упоминания о семье Ломовых в Туле относятся к концу XVIII века. В документах 1783 года упоминается, что в приходе церкви Рождества Богородицы в Казенной слободе числится Осип Петров сын Ломов, которому на тот момент было 65 лет. Он был бывшим крепостным дворянина Матвея Борисовича Хрущева. Вдова дворянина получила за Осипа Ломова выкуп и освободила его. Вместе с ним свободу получили его жена Аксинья, дети Иван, Сергей и Ирина. Сергей Осипович Ломов женился на дочке кузнеца — Варваре. Он числился купцом 3-й гильдии, у него было много детей: сыновья Василий и Иван, дочери Ирина, Прасковья, Дарья, Авдотья и Аграфена. Его брат, Иван Осипович Ломов, женился на Аксиньи Петровне, у них были дети — Николай, Алексей, Стратон и Ефим. В 1795 году они стали числиться московскими купцами.
Сергей Осипович умер в 1801 году, его семья перешла в мещанское сословие, но все равно вела торговую деятельностью. В 1811 году его сыновья Василий и Иван смогли вновь стать купцами 3-й гильдии.
Братья Василий и Иван Ломовы основали в 1812 году самоварную фабрику в Туле. Она размещалась в двухэтажном доме, который был построен на каменном фундаменте. В 1814 году братья Ломовы приобрели медерасковочный завод в Крапивенском уезде в селе Крутом. Они взяли место в аренду у князя Василия Ивановича Чичерина землю и построили предприятие, занимающееся выплавкой и расковкой в листы латуни.
К 1820-м годам их фабрика уже ежегодно выпускала от 2 до 10 тысяч самоваров. На фабрике работало 70 мастеров и 35 подмастерьев. Они были наняты купцами из мещан и городских жителей. Их продукцию отличало качество отделки, потому что квалификация мастеров была выше, чем на других предприятиях.
В 1820 году на фабрике выпускалось 1050 самоваров, которые изготавливали из меди и томпака. Выпускалось около сотни других изделий — умывальников. В тот период это была крупнейшая фабрика в городе. В том же году братья стали купцами 2-й гильдии. А на их заводе, в 1823 году, было изготовлено 17 000 пудов листовой латуни, 4800 кг листового томпака.
Василий Сергеевич Ломов женился на Надежде Егоровне, девушке из купеческой семьи. У них родилась дочь Пелагея. В 1814 году женился Иван Сергеевич на Ольге Ивановне Костиной. У них родились дети: Александр, Любовь и Илья.
В 1826 году на фабрике Василия и Ивана Ломовых было выпущено 2 372 штуки самоваров, что было в несколько раз больше, чем на фабриках Никиты Лисицына, Гаврилы Маликова, Минаева, Василия Чигинского, Андрея Курашова, братьев Черниковых. Братья Ломовы относились к потомственным почётным гражданам города.
В 1830-х годах Василий и Иван Ломовы решили разделить свою деятельность, и каждый из братьев решил вести своё дело. Василий Ломов занимался выпуском самоваров из красной меди и латуни, он выпускал медную посуду, умывальники. Иван Ломов сосредоточил свою деятельность только на выпуске самоваров.
В 1830 году Василий Ломов получил разрешение на приобретение дворянской фабрики, вместе с землей и крестьянами. В 1831 году Иван Ломов у поручика Николая Гавриловича Макарова купил неработающую бумажную фабрику и в 1832 году начал там выпуск писчей бумаги. Вскоре рядом с фабрикой появился медерасковочный завод.
В 1836 году продукция купца Василия Ломова принимала участие в Московской мануфактурной выставке и была отмечена серебряной медалью. Спустя немного времени, эта же продукция получила награды из Ирана — была награждена орденом Льва и Солнца. Василий Сергеевич Ломов в 1840 году получил право ставить изображение государственного герба Российской империи на свою продукцию и ярлыки фабрики.
9 июня 1837 года будущий император Александр II посетил Тулу и специально организованную выставку, на которой была представлена продукция тульского оружейного завода и изделия разных фабрик, там же были представлены и самовары братьев Ломовых.
В середине XIX века Василий Ломов, наряду с Семеном Уваровым, Лялиными и Гудковыми был одним из самых крупных поставщиков самоваров на Нижегородскую ярмарку.
Василий Ломов умер в 1848 году, а Иван Ломов в 1851 году.
Наследниками фабриканта Василия Ломова стали его внуки — Михаил Иванович Федуркин и Олимпиада Ивановна. Они продали фабрику в 1863 году купчихе Надежде Ионовой. Наследники второго брата — Ивана Ломова — занимались производством самоваров до 1880-х годов.

В 1876 году была закрыта фабрика Надежды Ионовой, а в 1884 году фабрика Ильи Ивановича Ломова прекратила свое существование в связи со смертью владельца.
Михаил Иванович Федуркин не смог сохранить или приумножить состояние своего деда Василия Ломова.
В честь купцов Ломовых была названа одна из улиц Тулы.

## См также
- Ломов